# 李立達
李立達（1988年5月17日—），中国游泳愛好者，湖北襄樊（今襄陽）人，曾在2000－2001年間橫渡瓊州海峽而闻名。2001年5月17日首次成功橫渡，被上海大世界基尼斯中国之最列为儿童橫渡海峽之最。后来这个紀錄在2003年、2005年先後被来自北京的王一妍、深圳的郭思妤打破。

## 生平
李立達在1988年5月17日于湖北襄樊（今襄陽）出生，他的爸爸是警察。出生后幾個月後，爸爸带李立達到汉江的灘邊散步，李立達看到海水和波浪声后非常開心。后来李立達的爸爸因为李立達喜欢海而帶他去學游泳。
1994年5月的一天，李立達本来要去游泳馆，但后来看到遊樂場摩天輪，便自己走进遊樂場，加入找了半天才找到他，最後被爸爸骂了一顿，他很快就學会了游泳。9歲時参加背泳比賽取得了33秒68的成績，比当时全國10歲組当时的紀錄更快。后来他们一家搬了去海南海口，后来參加海南省游泳比賽兒童組，获得了冠軍，多次刷新海南省的游泳紀錄。
1999年10月，海南省組織游泳健將參加橫渡瓊州海峽大賽。本来李立達的爸爸担心李立達会在海峽发生意外，但李立達在訓練中成功連續游泳20公里，因此李立達的爸爸让他參加这項難度极高的挑戰，但因為当时他年紀太小而被海南省體育部門拒絕。2000年春節元宵期间，李立達決定自己一人橫渡瓊州海峽，目的是支持北京申辦2008年夏季奥林匹克运动会。同年6月1日早上5时45分尝试橫渡瓊州海峽，但因為海口和徐聞地區之間雨势很大，海面大浪，因此第一次橫渡失敗了。虽然他没有成功，但他当日游程共51.52公里，横渡时间12小时，因此成为世界上橫渡海峽游程最長及時間最長的儿童，于同年12月18日获上海大世界吉尼斯总部颁发「兒童橫渡海峽之最」证书。第一次橫渡失敗后被海口的新聞媒體質疑。因為这次橫渡，令全家陷入困景。后来李立達的爸爸与贊助商商讨，向有關部門提出橫渡瓊州海峽的申请，最后政府接受了李立達爸爸的建议。2001年5月17日早上六时二分（UTC+8），李立達在廣東湛江徐聞縣海安鎮排尾角出發，經過10小时6分9秒，在同日下午4时4分成功到達海南海口瓊山區的千年塔以西2公里位置並登陸，全程共36.8公里。后来接受了中國中央電視台及鳳凰衛視、海南各大媒體、大公報和文匯報等報章的採訪。
李立達的事跡被拍摄成《我是一條魚》紀錄片，列入了中國大陸2004年發行的初三英文課教材。
李立達在2005年6月19日提出橫渡臺灣海峽，但没有进行。

## 註解及参考文献
註解
1. ↑  千年塔在2001年1月1日建成，2010年3月31日被海口市建築部門以塔身生鏽为由拆除。

参考文献
1. ↑  . dsjjns.com.   [2022-03-18]. （原始内容存档于2022-04-22）.
2. ↑  . 中國新聞網. 2000-12-17  [2017-07-31]. （原始内容存档于2017-08-01）.
3. ↑  . 新华网 (新浪). 2005-06-02  [2017-07-31]. （原始内容存档于2017-08-01）.
4. ↑  走进国家教材的高中生 （页面存档备份，存于） 论文网
5. 1 2  . www.cctv.com.   [2017-08-01]. （原始内容存档于2017-08-01）.
6. ↑  . news.eastday.net. （原始内容存档于2017-08-01）.
7. ↑  . news.creaders.net.   [2017-08-01]. （原始内容存档于2017-08-01）.
8. ↑  走进国家教材的高中生 （页面存档备份，存于） 少年文摘
9. ↑  . 海口晚报 (南海网). 2005-06-19  [2017-07-31]. （原始内容存档于2020-08-14）.